# Indy Boonen
Indy Boonen (Dilsen-Stokkem, 4 gennaio 1999) è un calciatore belga, centrocampista del Lokeren-Temse.

## Caratteristiche tecniche
È un esterno destro.

## Carriera
È cresciuto nel settore giovanile di Genk e Manchester Utd, prima di essere acquistato a titolo definitivo dall'Ostenda nel 2018.
Ha esordito fra i professionisti il 26 luglio 2018 disputando l'incontro di Pro League vinto 2-1 contro il R.E. Mouscron.

## Statistiche
Statistiche aggiornate al 12 maggio 2019.

### Presenze e reti nei club
| Stagione        | Squadra         | Campionato      | Campionato | Campionato | Coppe nazionali | Coppe nazionali | Coppe nazionali | Coppe continentali | Coppe continentali | Coppe continentali | Altre coppe | Altre coppe | Altre coppe | Totale | Totale | Totale |
| Stagione        | Squadra         | Comp            | Pres       | Reti       | Comp            | Pres            | Reti            | Comp               | Pres               | Reti               | Comp        | Pres        | Reti        | Pres   | Reti   |        |
| --------------- | --------------- | --------------- | ---------- | ---------- | --------------- | --------------- | --------------- | ------------------ | ------------------ | ------------------ | ----------- | ----------- | ----------- | ------ | ------ | ------ |
| 2018-2019       | Ostenda         | D1              | 24         | 3          | CB              | 4               | 1               |                    | -                  | -                  |             | -           | -           | 28     | 4      |        |
| Totale carriera | Totale carriera | Totale carriera | 24         | 3          |                 | 4               | 1               |                    | -                  | -                  |             | -           | -           | 28     | 4      |        |